# 4,7 cm Pak (t) auf Pz.Kpfw. 35 R (f)
4,7 cm Pak (t) auf Pz.Kpfw. 35 R (f) – niemiecki niszczyciel czołgów zbudowany na podwoziu francuskiego czołgu lekkiego Renault R-35.

## Historia
Po klęsce Francji w czerwcu 1940 w ręce niemieckie dostały się znaczne ilości francuskiego sprzętu pancernego. Wśród zdobytych wozów było około 800 czołgów R-35, którym przydzielono niemieckie oznaczenie Pz.Kpfw. 35 R 731(f). Wozy te zostały skonstruowane jako wozy wsparcia piechoty i w związku z tym miały silne opancerzenie, słabe uzbrojenie (armata kalibru 37 mm) i niewielką prędkość. Początkowo czołgi R-35 miały być wcielone do jednostek pancernych, ale ich wady sprawiły, że z pomysłu tego szybko zrezygnowano. Zdobyte czołgi zaczęto zamiast tego wcielać w skład samodzielnych oddziałów pancernych stacjonujących na okupowanych terytoriach, jednostek piechoty stacjonujących we Francji, czy też przekazywać niemieckiej policji i oddziałom bezpieczeństwa zwalczającym partyzantkę. Pomimo tych działań nadal istniał problem z zagospodarowaniem zdobytych R-35.
Jednym z wzorów uzbrojenia użytych z powodzeniem podczas kampanii francuskiej był niszczyciel czołgów Panzerjäger I zbudowany na podwoziu czołgu lekkiego PzKpfw I Ausf. B. Zmniejszająca się liczba czołgów PzKpfw I, które mogły być przebudowane na niszczyciele czołgów, w połączeniu z posiadaniem znacznej liczby niezagospodarowanych R-35 spowodowały, że podjęto decyzję o skonstruowaniu niszczyciela czołgów wykorzystującego podwozie R-35 i uzbrojonego podobnie jak Panzerjäger I w działo przeciwpancerne 4,7cm PaK 36(t).
Projekt nowego pojazdu został opracowany w berlińskiej firmie Alkett. Prace rozpoczęto w grudniu 1940, a 8 lutego 1941 gotowy był prototyp z nadbudówką wykonaną z miękkiej stali. Z czołgu R-35 usunięto obrotową wieżę i zamocowano w jej miejscu obszerną, odkrytą nadbudówkę. Płyta przednia nadbudówki miała grubość 25 mm, pozostałe 20 mm. W płycie czołowej zamocowane było działo kalibru 47 mm posiadające kąt ostrzału w płaszczyźnie poziomej równy 35°, a od −8° do +12° w płaszczyźnie pionowej. Załoga wozu miała składać się z mechanika-kierowcy, dowódcy celowniczego i ładowniczego.
Zgodnie z pierwszym zamówieniem powstało 130 wozów, potem zamówiono jeszcze 70 pojazdów. 26 z nich było wozami dowodzenia, pozbawionymi armaty i uzbrojonymi tylko w MG 34. Przeznaczone do przebudowy podwozia były prawdopodobnie remontowane w zakładach Renault w Paryżu. Później dostarczano je do zakładów Alkett, w których instalowana była nadbudówka z uzbrojeniem. W maju 1941 przebudowano 93 pojazdy, w czerwcu 33, w lipcu 5, w sierpniu 22, we wrześniu 28, a w październiku 19 sztuk. Powstał także prototyp wozu uzbrojonego w armatę Pak 38 kalibru 50 mm, ale nie uruchomiono produkcji seryjnej takich wozów.
O użyciu bojowym 4,7 cm Pak (t) auf Pz.Kpfw. 35 R (f) nie ma zbyt wielu informacji. Wozy tego typu, ze względu na małą prędkość maksymalną, były przydzielane jednostkom piechoty. 1 kwietnia 1942 Wehrmacht posiadał 148 tych pojazdów, na początku 1944 już tylko 110. Do 1943 niewielka liczba tych wozów była używana na froncie wschodnim II wojny światowej. Większość wozów była przydzielona jednostkom stacjonującym we Francji. Użyły one tych pojazdów odpierając aliancki rajd na Dieppe w sierpniu 1942, później podczas walk w Normandii (czerwiec-sierpień 1944). Większość wozów tego typu została zniszczona lub porzucona we Francji latem 1944.